# Kawa Leauma
Kawa Leauma (Auckland, 17 de diciembre de 1989 - Ámsterdam, Países Bajos, 21 de diciembre de 2021) fue un jugador de rugby neozelandés, de origen samoano, que jugaba en la posición de segunda fila . En 2018 fue fichado por el Ordizia Rugby Elkartea, y trabajó en el equipo Goierri hasta su fallecimiento en 2021, a causa de un accidente inesperado. 

## Vida
Kawa Leauma nació en Auckland, Nueva Zelanda el 17 de diciembre de 1989 . Creció, sin embargo, en Samoa, el país de sus antepasados. Cuando era adolescente, regresó a Nueva Zelanda y comenzó a jugar tenis . Pero sus amigos de la secundaria jugaban al rugby. Lo encontró atractivo como deporte, por lo que se unió a ellos a los 17 años. 
Inmediatamente comenzó a destacar, y en el segundo año después de comenzar con el equipo del pueblo, fue llevado a la selección nacional sub-20 de Samoa. Tras jugar en varios equipos de Auckland, en 2016 firmó un contrato profesional con los Sydney Rays de Australia . Además de tener la oportunidad de conocer a los mejores jugadores del National Rugby Championship, tuvo como compañero a Michael Hooper.  
Aunque tenía previsto quedarse en Sídney, recibió en 2018 una oferta del Ordizia Rugby Elkartea, y la aceptó. Se incorporó al Goierri, donde jugó las tres siguientes temporadas, a un buen nivel en general. De hecho, a pesar de su altura de 1,97 y un peso de 110 kilos, era un jugador muy dinámico. 
En octubre de 2021 debutó con la selección española, en partido no oficial, contra Italia A.  Dos meses después, mientras mientras estaba en Ámsterdam con la selección española, sufrió un accidente inesperado: al caer desde una altura se golpeó fuertemente la cabeza. Pasó dos días en el hospital, muy grave, y falleció el 21 de diciembre. 